# Pompoko
Pompoko (Japans: 平成狸合戦ぽんぽこ, Heisei Tanuki Gassen Ponpoko) is een in 1994 uitgebrachte animefilm, geregisseerd en geschreven door Isao Takahata. De film is geproduceerd door Studio Ghibli.
De naam Heisei Tanuki Gassen Ponpoko betekent letterlijk De pompoko oorlog van de Heisei-periode wasbeerhonden. Het verhaal gaat erover hoe deze wasbeerhonden hun leefgebied in de regio Tama, in de prefectuur Tokyo, kwijtraken aan de rappe stadsuitbreiding die in het begin van de Heisei-periode plaatsvond. In het Japans heten de wasbeerhonden tanuki en hebben volgens de mythologie de gave om elke gewenste vorm aan te nemen.
Zoals in de meeste films van Takahata is de liefde voor het platteland, en het verdriet om het verdwijnen daarvan, het centrale thema van de film.

## Verhaal
Het verhaal begint met een proloog, die zich afspeelt in de late jaren 60 in Japan. Een groep Tanuki wordt bedreigd door de alsmaar uitbreidende steden in de Tamaheuvels aan de rand van Tokio. De uitbreiding van de stad verdeelt hun leefgebied in tweeën.
Vervolgens verplaatst het verhaal zich naar begin jaren 90, tijdens de vroege jaren van de Heiseiperiode. Het leefgebied en de hoeveelheid voedsel voor de Tanuki worden elk jaar kleiner. De situatie wordt zo nijpend dat de Tanuki zelfs onderling gaan vechten om het kleine beetje grond dat nog over is. Dan roept de matriarch van de Tanuki, Oroku, op om de handen ineen te slaan tegen de mensen.
Enkele prominente Tanuki leiden het verzet, waaronder de agressieve hoofdman Gonta, de oude goeroe Tsurugame, de wijze vrouw Oroku, en de jonge Shoukichi. Met hun gave om illusies op te wekken (die ze in de afgelopen eeuwen echter hebben verleerd en dus opnieuw moeten leren in de film) zorgen ze voor flink wat afleiding bij de bouwterreinen. Verschillende bouwvakkers worden gedood of raken gewond door toedoen van de Tanuki, waarna hun collega’s allemaal het werk neerleggen. Deze worden echter net zo snel vervangen door nieuwe bouwvakkers. Bang dat ze de strijd gaan verliezen sturen de Tanuki een bericht naar enkele legendarische ouderlingen in andere regio’s.
Na enkele jaren keert een van de boodschappers terug, en neemt een trio van Tanuki-ouderlingen mee van het eiland Shikoku. De Tanuki daar hebben veel minder last van de mensen omdat ze daar nog woerden vereerd. In een poging het respect voor het bovennatuurlijke te herstellen bij de mensen creëert de hele groep een spookparade om de inwoners te laten denken dat de alsmaar uitbreidende stad vervloekt is. De druk van de illusie blijkt te veel voor een van de ouderlingen, en hij sterft. Tot overmaat van ramp is de eigenaar van een nabijgelegen attractiepark getuige van de parade, en doet vervolgens alsof deze parade zijn werk is als een soort reclamestunt voor zijn park.
Na deze nederlaag valt de Tanukigroep uiteen in kleinere groepen, elk met hun eigen ideeën over hoe het nu verder moet. Een groep, geleid door Gonta, richt zich op ecoterrorisme. Ze worden uiteindelijk verslagen in een gevecht met de politie. Een andere groep Tanuki probeert iets te doen wat tot dusver taboe was onder de Tanuki; ze maken zichzelf openbaar om via de media aandacht te vragen voor hun probleem. Een van de twee overlevende ouderlingen wordt door de toestand seniel, en vertrekt met een groep Tanuki in een schip naar een onbekende bestemming. De laatste ouderling komt met het idee dat de Tanuki zich onopgemerkt in de mensenwereld moeten mengen, net zoals de kitsune reeds hebben gedaan. De weinige Tanuki die nog kunnen transformeren doen dit uiteindelijk, en laten hun soortgenoten die niet langer over deze gave beschikken achter.
Uiteindelijk krijgen de Tanuki steun, en wordt de projectontwikkelaars opgedragen in de nieuwbouwwijken ook enkele parken aan te leggen. Enkele Tanuki blijven inderdaad hier wonen, terwijl anderen verder het land intrekken.

## Rolverdeling
| Acteur             | Personage           | Engelstalige stemacteur  |
| ------------------ | ------------------- | ------------------------ |
| Makoto Nonomura    | Shoukichi           | Jonathan Taylor Thomas   |
| Shigeru Izumiya    | Gonta               | Clancy Brown             |
| Nijiko Kiyokawa    | Oroku               | Tress MacNeille          |
| Kosan Yanagiya     | Tsurukame Oshō      | Andre Stojka             |
| Norihei Miki       | Seizaemon           | J. K. Simmons            |
| Hayashiya Shōzō IX | Ponkichi            | David Oliver Cohen       |
| Akira Kamiya       | Tamasaburo          | Wally Kurth              |
| Takehiro Murata    | Bunta               | Kevin Michael Richardson |
| Megumi Hayashibara | Sasuke              | Marc Donato              |
| Akira Fukuzawa     | Ryutaro             | John DiMaggio            |
| Yuriko Ishida      | Okiyo               | Jillian Bowen            |
| Beichō Katsura     | Kinchō Daimyōjin VI | Brian George             |
| Beichō Katsura     | Yashimano Hage      | Brian George             |
| Gannosuke Ashiya   | Inugami Gyōbu       | Jess Harnell             |
| Yorie Yamashita    | Otama               | Russi Taylor             |
| Osamu Katō         | Hayashi             | Brian Posehn             |
| Yumi Kuroda        | Koharu              | Olivia d'Abo             |
| Kokontei Shinchō   | Narrator            | Maurice LaMarche         |
| Makiko Ishikawa    | Reporter            | Mark Moseley             |
| Masanobu Iwakuma   | Reporter            | Mark Moseley             |
| Toshimi Ashizawa   | Reporter            | Mark Moseley             |
| Minako Nagai       | Reporter            | Mark Moseley             |
| Masahiro Hosaka    | Reporter            | Mark Moseley             |
| Katsuhiro Masukata | Reporter            | Mark Moseley             |
| Sawako Agawa       | Nieuwsanker         | Mark Moseley             |
| Naruhito Iguchi    | Nieuwsanker         | Mark Moseley             |

## Achtergrond
De film speelt sterk in op Japanse folklore, maar veel van de referenties naar deze folklore gaan voorbij aan mensen die er niet bekend mee zijn. Een overzicht:
- Tanuki zijn in Japanse folklore ondeugende, luie, opgewekte en makkelijk te misleiden wezens met de bovennatuurlijke gave van gedaante te veranderen en illusies op te wekken. Ze lichten mensen vaak op door bladeren te veranderen in papiergeld.
- Standbeelden van tanuki zijn overal in Japan te vinden, vooral in tempels.
- Vossen zijn eveneens bovennatuurlijke wezens in Japanse folklore. Zij staan bekend als kitsune, en hebben eveneens de gave van gedaante te veranderen. Ze zijn in tegenstelling tot de Tanuki een stuk sluwer en kwaadaardiger.
- De standbeelden waar de Tanuki’s zich in de film in veranderen om zo op te gaan in hun omgeving zijn die van Jizō, de beschermer van reizigers en de zielen van doodgeboren baby's.
- Veel van de wezens gezien in de door de Tanuki gemaakte spookparade zijn Yōkai, wezens uit Japanse folklore. In de parade hebben echter ook enkele personages uit eerdere films van Studio Ghibli een cameo zoals Kiki uit Kiki's Delivery Service, Taeko uit Only Yesterday, Porco Rosso uit Porco Rosso, en Totoro uit My Neighbor Totoro.
- In de film worden ook enkele verhalen over yōkai verteld, zoals een hervertelling van het verhaal The Mujina of the Akasaka Road.
- De liedjes die in de film te horen zijn, zijn bekende Japanse kinderliedjes. Alleen is de tekst hier en daar wat aangepast voor een beter effect.
- Daar Tanuki vooral bekendstaan om hun testikels, zijn in de Japanse versie van de film veel referenties hiernaar opgenomen. In de Engelstalige versie is dit echter vertaald als buidel.
- "Ponpoko" is een benaming voor het geluid van tanuki tsutsumi (tanuki-trommel).

## Prijzen
| Jaar | Prijs                                                    | Categorie          | Winnaar       |
| ---- | -------------------------------------------------------- | ------------------ | ------------- |
| 1995 | Annecy International Animated Film Festival – Grand Priz | Beste animatiefilm | Isao Takahata |
| 1995 | Awards of the Japanese Academy                           | special award      | -             |
| 1995 | Mainichi Film Concours                                   | beste animatiefilm | Isao Takahata |

Marc Donato werd in 2006 genomineerd voor een Young Artist Award voor "Best Performance in a Voice-Over Role".